# Point It Out
"Point It Out" is een single van de Amerikaanse soulgroep Smokey Robinson & The Miracles. Het was de eerste single afkomstig van het album "A Pocket Full Of Miracles", dat uitgebracht werd in 1970. Het enige andere nummer dat van dat album als single werd uitgebracht werd, was "Who's Gonna Take The Blame". Net als haar voorgangers "Here I Go Again", "Doggone Right" en "Abraham, Martin & John" wist ook "Point It Out" als vierde single op rij van Smokey Robinson & The Miracles niet de top 30 op de Billboard Hot 100, de nationale poplijst van de Verenigde Staten, te bereiken. Het bleef namelijk steken op een #37 notering. Op de R&B-lijst in datzelfde land deed het nummer het daarentegen erg goed. Met een #4 notering was het op die hitparade een van de grootste hits voor de groep. Groter zelfs dan top 20 hits op de poplijst, zoals "The Love I Saw In You Was Just A Mirage" en "Love Machine". Bij het laatstgenoemde nummer maakte Smokey Robinson overigens geen deel meer van de groep uit.
"Point It Out" begint met een intro van Marv Tarplin op gitaar. Tarplin was een van de songwriters van het nummer, samen met Al Cleveland en leadzanger Smokey Robinson. Het gitaarspel van Marv Tarplin heeft een belangrijke rol in het nummer. Dit is niet ongebruikelijk voor nummers van Smokey Robinson & The Miracles. Ook bij bijvoorbeeld "Doggone Right", "Baby, Baby Don't Cry" en "The Tracks Of My Tears" is dit het geval. Een ander instrumentaal opmerkelijkheid aan het nummer in kwestie is het interlude, verzorgd door blazers. In maar weinig nummers van The Miracles is er namelijk een interlude. Een ander voorbeeld waar dit zo is, is "I Second That Emotion".
De tekst van "Point It Out" werd grotendeels geschreven door Smokey Robinson. Dit deed hij met hulp van Al Cleveland, die voor het eerst had geholpen bij "I Second That Emotion". Het nummer gaat erover dat de verteller aan zijn liefde vraagt of zij hem duidelijk wil maken waar hij moet zijn om haar oprechte liefde te krijgen. De beeldspraak is dat zij hem moet aanwijzen welke deur hij moet nemen, om te komen bij haar oprechte liefde. Daarna zou, als het aan de verteller zou liggen, de sleutel van de deur weggegooid mogen worden, omdat hij daar altijd wil blijven.
Zoals veel nummers van Smokey Robinson & The Miracles werd ook "Point It Out" gecoverd. The Supremes namen samen met The Temptations, allebei collega's van The Miracles bij Motown, een eigen versie van het nummer op. Ook de B-kant van "Point It Out" werd gecoverd. Het nummer, "Darling Dear" geheten, werd opgenomen door The Jackson 5 en is vooral bekend vanwege haar baslijn. Deze werd gespeeld door de beroemde bassist van The Funk Brothers, James Jamerson. "Darling Dear" is net als "Point It Out" afkomstig van het album "A Pocket Full Of Miracles".

## Bezetting
- Lead: Smokey Robinson
- Achtergrond: Ronnie White, Claudette Robinson, Bobby Rogers en Warren "Pete" Moore.
- Instrumentatie: The Funk Brothers
- Gitaar: Marv Tarplin
- Schrijvers: Smokey Robinson, Marv Tarplin en Al Cleveland
- Productie: Smokey Robinson